# Nannocyrtopogon mingusi
Nannocyrtopogon mingusi är en tvåvingeart som beskrevs av Wilcox och Martin 1957. Nannocyrtopogon mingusi ingår i släktet Nannocyrtopogon och familjen rovflugor. Inga underarter finns listade i Catalogue of Life.